# Clubiona kularensis
Clubiona kularensis este o specie de păianjeni din genul Clubiona, familia Clubionidae, descrisă de Yuri M. Marusik și Koponen în anul 2002. Conform Catalogue of Life specia Clubiona kularensis nu are subspecii cunoscute.